# Sainte-Hélène (Vosges)
Sainte-Hélène település Franciaországban, Vosges megyében. Lakosainak száma 445 fő (2022. január 1.). Sainte-Hélène Destord, Autrey, Bult, Fremifontaine, Pierrepont-sur-l’Arentèle, Saint-Gorgon és Vomécourt községekkel határos.

## Népesség
A település népessége az elmúlt években az alábbi módon változott:
| Lakosok száma | 484  | 484  | 481  | 466  | 455  | 456  | 452  | 445  | 445  |
|               | 2013 | 2015 | 2016 | 2017 | 2018 | 2019 | 2020 | 2021 | 2022 |